# Saint-Vaast-de-Longmont
Pour les articles homonymes, voir Saint-Vaast.
Saint-Vaast-de-Longmont est une commune française située dans le département de l'Oise en région Hauts-de-France.

## Géographie

### Localisation
La commune est située dans le département de l'Oise, près de la rive gauche de l'Oise et de l'embouchure de l'Automne, entre Senlis et Compiègne, près de l'ancienne route nationale 32 reliant ces deux villes. Cependant, aucune route importante et aucun cours d'eau ne sont présents sur le territoire communal proprement dit.
Saint-Vaast-de-Longmont est un petit village à caractère rural, en dehors de toute agglomération.
La distance orthodromique avec la capitale, au sud-ouest, est de 57 km. Le chef-lieu de d'arrondissement de Senlis est éloigné de 15 km, et le chef-lieu d'arrondissement de Compiègne de 14 km,
L'aéroport Roissy-Charles-de-Gaulle est situé à 38 km au sud.

### Communes limitrophes
| Verberie |                         | Saintines |
|          | Saint-Vaast-de-Longmont |           |
|          |                         | Néry      |

### Hydrographie

#### Réseau hydrographique
La commune est située dans le bassin Seine-Normandie. Elle est drainée par le cours d'eau 02 de la Plaine,,.

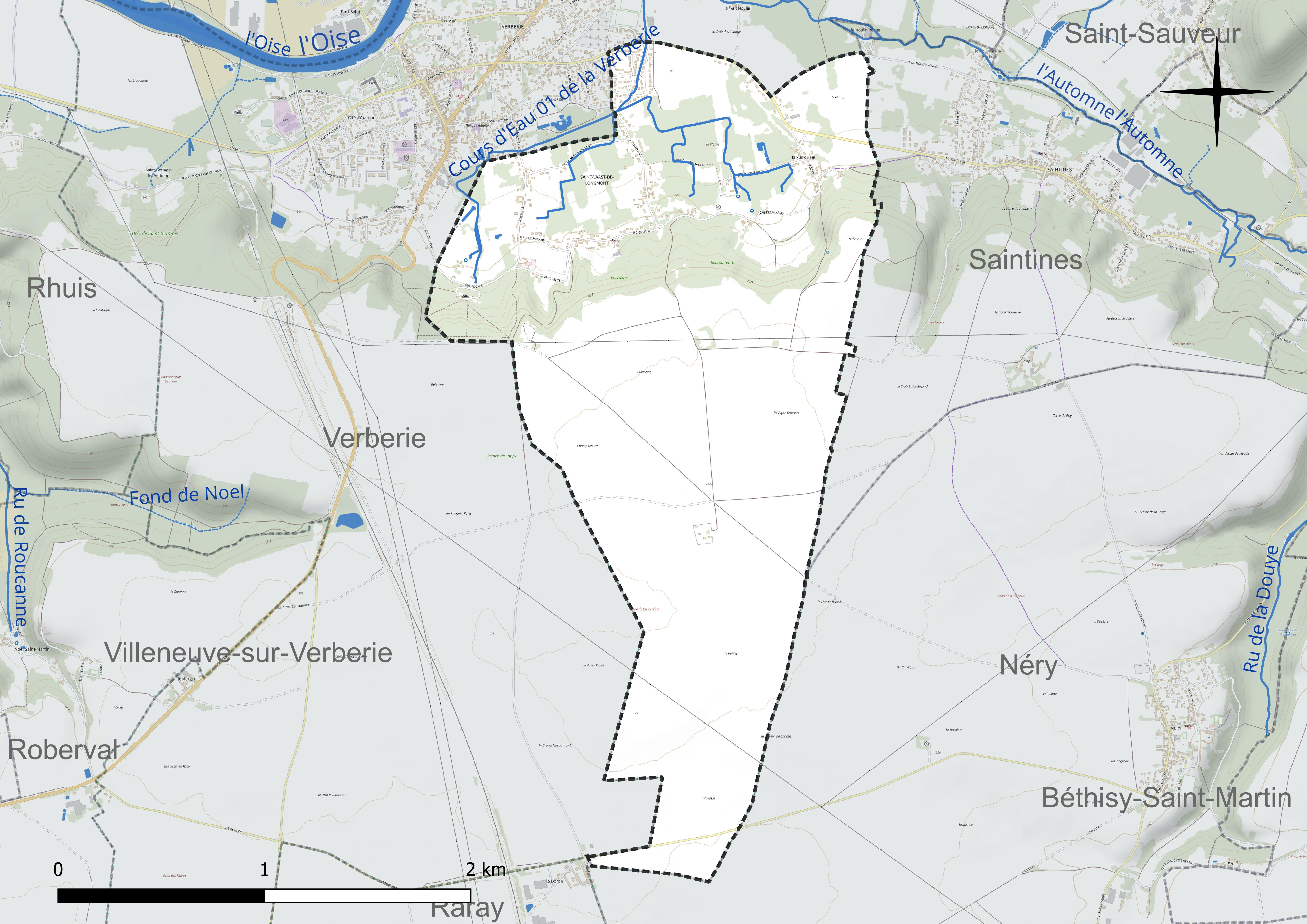
Réseau hydrographique de Saint-Vaast-de-Longmont.

#### Gestion et qualité des eaux
Le territoire communal est couvert par le schéma d'aménagement et de gestion des eaux (SAGE) « Sensée ». Ce document de planification concerne un territoire de 287 km2 de superficie, délimité par le bassin versant de l'Automne. Le périmètre a été arrêté le 28 mai 1996 et le SAGE proprement dit a été approuvé le 16 décembre 2003 puis révisé le 10 mars 2016. La structure porteuse de l'élaboration et de la mise en œuvre est le syndicat d'aménagement et de gestion des eaux du Bassin Automne (S.A.G.E.B.A). 
La qualité des cours d'eau peut être consultée sur un site dédié géré par les agences de l'eau et l'Agence française pour la biodiversité. 

### Climat
Pour des articles plus généraux, voir Climat des Hauts-de-France et Climat de l'Oise.
En 2010, le climat de la commune est de type climat océanique dégradé des plaines du Centre et du Nord, selon une étude du CNRS s'appuyant sur une série de données couvrant la période 1971-2000. En 2020, Météo-France publie une typologie des climats de la France métropolitaine dans laquelle la commune est dans une zone de transition entre le climat océanique et le climat océanique altéré et est dans la région climatique  Nord-est du bassin Parisien, caractérisée par un ensoleillement médiocre, une pluviométrie moyenne régulièrement répartie au cours de l'année et un hiver froid (3 °C). 
Pour la période 1971-2000, la température annuelle moyenne est de 11,4 °C, avec une amplitude thermique annuelle de 14,7 °C. Le cumul annuel moyen de précipitations est de 733 mm, avec 9,7 jours de précipitations en janvier et 8,5 jours en juillet. Pour la période 1991-2020, la température moyenne annuelle observée sur la station météorologique la plus proche, située sur la commune de Margny-lès-Compiègne à 15 km à vol d'oiseau, est de 11,2 °C et le cumul annuel moyen de précipitations est de 633,5 mm,. Pour l'avenir, les paramètres climatiques de la commune estimés pour 2050 selon différents scénarios d'émission de gaz à effet de serre sont consultables sur un site dédié publié par Météo-France en novembre 2022.

## Urbanisme

### Typologie
Au 1er janvier 2024, Saint-Vaast-de-Longmont est catégorisée petite ville, selon la nouvelle grille communale de densité à sept niveaux définie par l'Insee en 2022.
Elle appartient à l'unité urbaine de Verberie, une agglomération intra-départementale regroupant deux  communes, dont elle est une commune de la banlieue,,. La commune est en outre hors attraction des villes,.

### Occupation des sols
L'occupation des sols de la commune, telle qu'elle ressort de la base de données européenne d'occupation biophysique des sols Corine Land Cover (CLC), est marquée par l'importance des territoires agricoles (72,2 % en 2018), en diminution par rapport à 1990 (77 %). La répartition détaillée en 2018 est la suivante : 
terres arables (61,5 %), forêts (20 %), zones urbanisées (7,8 %), zones agricoles hétérogènes (7,5 %), prairies (3,2 %). L'évolution de l'occupation des sols de la commune et de ses infrastructures peut être observée sur les différentes représentations cartographiques du territoire : la carte de Cassini (XVIIIe siècle), la carte d'état-major (1820-1866) et les cartes ou photos aériennes de l'IGN pour la période actuelle (1950 à aujourd'hui).

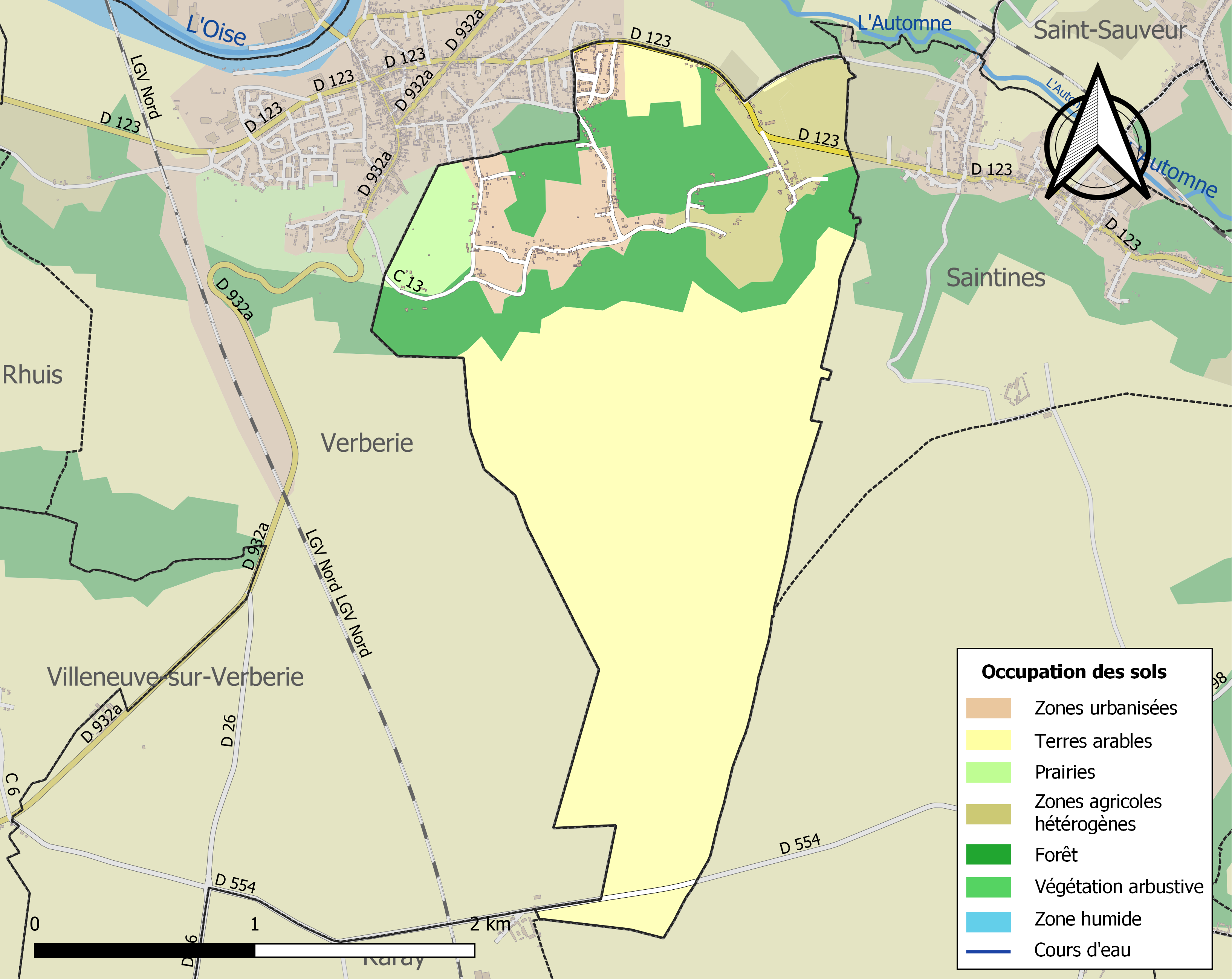
Carte des infrastructures et de l'occupation des sols de la commune en 2018 (CLC).

### Voies de communication et transports
Deux voies communales font communiquer Saint-Vaast-de-Longmont avec Verberie.
Verberie se situe au carrefour de l'ancienne RN 32 Senlis - Compiègne, l'actuelle RD 932a, avec la RD 123. Cette dernière arrive de Pont-Sainte-Maxence par Pontpoint, puis remonte la vallée de l'Automne en direction de Saintines et Orrouy.
La RD 123 matérialise une partie de la limite nord du territoire communal, mais ne le traverse que sur 600 m environ avant de le quitter pour Saintines.
La RD 26 quitte Verberie en direction du nord, vers Longueil-Sainte-Marie et la RN 31 plus au nord.
Deux axes de circulation importants passent à proximité du territoire communal : la voie rapide de la RD 200 est un axe est - ouest qui suit la vallée moyenne de l'Oise et relie Creil à Compiègne. Elle est reliée à la RD 26 mentionnée précédemment par les RD 155 et 156. L'autoroute A1 est un axe nord-sud reliant le bassin Parisien au nord de la France. À proximité de Verberie, elle est uniquement accessible en passant par la RD 200, sur laquelle se situe l'échangeur n° 9 « Pont-Sainte-Maxence / Compiègne sud », localisée en réalité sur la commune de Longueil-Sainte-Marie.
La gare la plus proche est celle de Longueil-Sainte-Marie, à une distance routière de 6 km au nord, par Verberie et la RD 126. Cette gare est desservie par les trains omnibus TER Hauts-de-France de la relation C14 Compiègne - Paris.
En septembre 2019, l'Agglomération de la Région de Compiègne et de la Basse Automne teste un service gratuit de minibus, la ligne 111, qui, avec deux allers-retours dans la journée — un le matin et l'autre en fin d'après-midi —, permet aux habitants de Béthisy-Saint-Pierre, Béthisy-Saint-Martin, Néry, Saintines et Saint-Vaast-de-Longmont de se connecter à la ligne ARC Express, via Verberie, pour relier Compiègne. En 2023, cette liaison n'existe plus, la commune est desservie à la place par les lignes 105 et 112 du réseau TIC. La ligne 13 du service de transport à la demande AlloTIC complète la desserte.

## Toponymie
Le nom de la localité est attesté sous les formes lutosum montem (870) ; territorium longi montis in colle (1100) ; terra longi montis in colle (1170-1171) ; Hugonem de longo monte (vers 1200) ; longus mons in colle (XIIe) ; terra longimontis (1201) ; in ecclesia de longo monte (1201) ; « de eccl. sci vedasti de longo monte » (1202) ; Sanctus Vedastus de longomonte (vers 1230) ; apud Long mont (1283) ; apud Lontmont (1283) ; Longmonz (1302) ; la rue de lonc mont (1343) ; Longus mons (1362) ; Saint vaast lez verberie (1377) ; Saint Vast de long mont (1455) ; Saint Vuast les Verberie (1470) ; Saint Wast (1495) ; Saint Wast lez Verberie (1495) ; Saint Vuart les Verberie (1500) ; Lungmont (vers 1516) ; Sainct Wast lez Verberie (vers 1516) ; Saint Vast (1530) ; Saint Vast lez Verberye (1572) ; Saint Vaast de Longuemont (XVIe) ; S. Wast sur Verberie (1610) ; Saint Vaast (1783) ; Saint Vaast de Longmont (1783) ; Saint Vaast lez Verberie (1789) ; Longmont (1794), durant la Révolution ; Saint Vaast de long Mont (1834).

Saint-Vaast est un hagiotoponyme, qui fait référence à Vaast d'Arras, c'est le vocable de l'église .
Longmont est issu de l'adjectif latin lutosum « boueux » et montem « mont » ; long a remplacé *loueux au XIIe siècle, le village est situé sur le rebord d'un plateau (dominant de 110 m la vallée de l'Oise) et forme une cuesta surplombant la vallée de l'Automne. Le toponyme rappelle la topographie des lieux.

## Politique et administration

### Rattachements administratifs et électoraux
La commune se trouve depuis 1926 dans l'arrondissement de Senlis du département de l'Oise. Pour l'élection des députés, elle fait partie depuis 1988 de la quatrième circonscription de l'Oise.
Elle faisait partie depuis 1801 du canton de Pont-Sainte-Maxence. Dans le cadre du redécoupage cantonal de 2014 en France, la commune est désormais intégrée au canton de Crépy-en-Valois.

### Intercommunalité
La commune était membre de la communauté de communes de la Basse Automne, créée en 1998.
Dans le cadre des dispositions de la loi portant nouvelle organisation territoriale de la République (Loi NOTRe) du 7 août 2015, qui prévoit que les établissements publics de coopération intercommunale (EPCI) à fiscalité propre doivent avoir un minimum de 15 000 habitants, cette intercommunalité a fusionné avec sa voisine pour former, le 1er janvier 2017, la communauté d'agglomération dénommée Agglomération de la Région de Compiègne et de la Basse Automne, dont la commune est désormais membre.

### Liste des maires
| Période                                  | Période                   | Identité          | Étiquette | Qualité |
| ---------------------------------------- | ------------------------- | ----------------- | --------- | ------- |
| Les données manquantes sont à compléter. |                           |                   |           |         |
| avant 1981                               |                           | Philippe Devrièze |           |         |
| Les données manquantes sont à compléter. |                           |                   |           |         |
|                                          | juin 1995                 | Roger Devriez     |           |         |
| juin 1995                                | mai 2020                  | Micheline Fusée   |           |         |
| mai 2020                                 | En cours (au 2 juin 2023) | Gilbert Bouteille |           |         |

## Population et société

### Démographie

#### Évolution démographique
L'évolution du nombre d'habitants est connue à travers les recensements de la population effectués dans la commune depuis 1793. Pour les communes de moins de 10 000 habitants, une enquête de recensement portant sur toute la population est réalisée tous les cinq ans, les populations de référence des années intermédiaires étant quant à elles estimées par interpolation ou extrapolation. Pour la commune, le premier recensement exhaustif entrant dans le cadre du nouveau dispositif a été réalisé en 2007.

En 2022, la commune comptait 647 habitants, en évolution de +0,47 % par rapport à 2016 (Oise : +0,87 %, France hors Mayotte : +2,11 %).
| 1793 | 1800 | 1806 | 1821 | 1831 | 1836 | 1841 | 1846 | 1851 |
| ---- | ---- | ---- | ---- | ---- | ---- | ---- | ---- | ---- |
| 163  | 157  | 174  | 222  | 251  | 241  | 274  | 281  | 252  |

| 1856 | 1861 | 1866 | 1872 | 1876 | 1881 | 1886 | 1891 | 1896 |
| ---- | ---- | ---- | ---- | ---- | ---- | ---- | ---- | ---- |
| 228  | 227  | 223  | 198  | 199  | 219  | 207  | 203  | 215  |

| 1901 | 1906 | 1911 | 1921 | 1926 | 1931 | 1936 | 1946 | 1954 |
| ---- | ---- | ---- | ---- | ---- | ---- | ---- | ---- | ---- |
| 212  | 209  | 216  | 190  | 220  | 209  | 217  | 206  | 238  |

| 1962 | 1968 | 1975 | 1982 | 1990 | 1999 | 2006 | 2007 | 2012 |
| ---- | ---- | ---- | ---- | ---- | ---- | ---- | ---- | ---- |
| 211  | 204  | 300  | 454  | 515  | 539  | 588  | 595  | 629  |

| 2017 | 2022 | - | - | - | - | - | - | - |
| ---- | ---- | - | - | - | - | - | - | - |
| 647  | 647  | - | - | - | - | - | - | - |

#### Pyramide des âges
La population de la commune est relativement jeune.
En 2018, le taux de personnes d'un âge inférieur à 30 ans s'élève à 31,9 %, soit en dessous de la moyenne départementale (37,3 %). À l'inverse, le taux de personnes d'âge supérieur à 60 ans est de 25,3 % la même année, alors qu'il est de 22,8 % au niveau départemental.
En 2018, la commune comptait 312 hommes pour 331 femmes, soit un taux de 51,48 % de femmes, légèrement supérieur au taux départemental (51,11 %).
Les pyramides des âges de la commune et du département s'établissent comme suit.
| Hommes | Classe d’âge | Femmes |
| ------ | ------------ | ------ |
| 0,0    | 90 ou +      | 0,3    |
| 5,5    | 75-89 ans    | 7,7    |
| 19,2   | 60-74 ans    | 17,8   |
| 24,3   | 45-59 ans    | 23,5   |
| 19,7   | 30-44 ans    | 18,2   |
| 14,1   | 15-29 ans    | 11,0   |
| 17,2   | 0-14 ans     | 21,5   |

| Hommes | Classe d’âge | Femmes |
| ------ | ------------ | ------ |
| 0,5    | 90 ou +      | 1,4    |
| 5,5    | 75-89 ans    | 7,6    |
| 15,6   | 60-74 ans    | 16,3   |
| 20,8   | 45-59 ans    | 20     |
| 19,4   | 30-44 ans    | 19,4   |
| 17,6   | 15-29 ans    | 16,2   |
| 20,6   | 0-14 ans     | 19,1   |

### Enseignement
La commune s'est doté en 1996 d'une école remplaçant la classe aménagée dans le bâtiment de la mairie. en 2017, cet équipement scolarise 79 enfants répartis dans trois classes.

## Culture locale et patrimoine

### Lieux et monuments
Saint-Vaast-de-Longmont ne compte qu'un seul monument historique sur son territoire :
- Église Saint-Vaast (classée monument historique en 1883[36]) : 
De style roman, cette église est architecturalement plus proche de celle de Rhuis que de celle de Morienval, et sa construction a commencé vers l'an 1100. Elle était associée à un prieuré dépendant du prévôt d'Angicourt et du domaine de l'abbaye Saint-Vaast. Par ailleurs, le patronage de l'église est un indicateur de l'ancienneté de la paroisse. 
L'église primitive, qui n'était donc probablement pas la première église en ce lieu, se composait d'une nef rectangulaire et non voûtée, d'une première travée de chœur aujourd'hui voûtée d'ogives, moitié moins large que la nef, et d'un chevet en cul-de-four. À l'exception de ce dernier, ce bâtiment s'est conservé jusqu'à nos jours, bien qu'ayant subi quelques modifications.
 Les premières ont eu lieu quelques décennies après la construction seulement, vers 1120/1130, et ont porté sur l'adjonction d'un bas-côté et d'une chapelle absidiale au nord, assez similaire au chœur d'alors. Vers le milieu du siècle, les façades nord et sud ont été consolidées par de nouveaux contreforts en leur centre, et le portail a été refait. Puis, vers 1160/1170, le chevet initial a été démoli et remplacé par une seconde travée du chœur, de plan carré également, et un nouveau chevet en hémicycle a été construit. Il se distingue du premier notamment par sa voûte d'ogives quadripartite, et est percé de trois baies. 
Au XVIe siècle, le bas-côté nord a été presque entièrement rebâti, les baies de la façade sud ont été refaites, et un contrefort à l'extrémité sud-est a été reconstruit. Le porche qui dissimule malheureusement pour partie le portail occidental a été ajouté à une époque indéterminée. Ce portail en anse de panier est surmontée d'une quadruple archivolte en pointe-de-diamant, d'une envergure assez importante. Le clocher s'élève au-dessus de la première travée du chœur et est remarquable pour le décor raffiné des baies géminées sur chacune des faces des deux étages supérieurs. Elles présentent des chapiteaux et des colonnettes sculptées. Au premier de ces étages, les baies ont été bouchées en 1669 pour des raisons de stabilité, ce qui ne fut pas favorable à l'esthétique. Le motif en fut sans doute le poids de la flèche octogonale en pierre, entourée de quatre pyramidons aux angles. Le clocher ne contient qu'une unique cloche, datant de 1789[37].

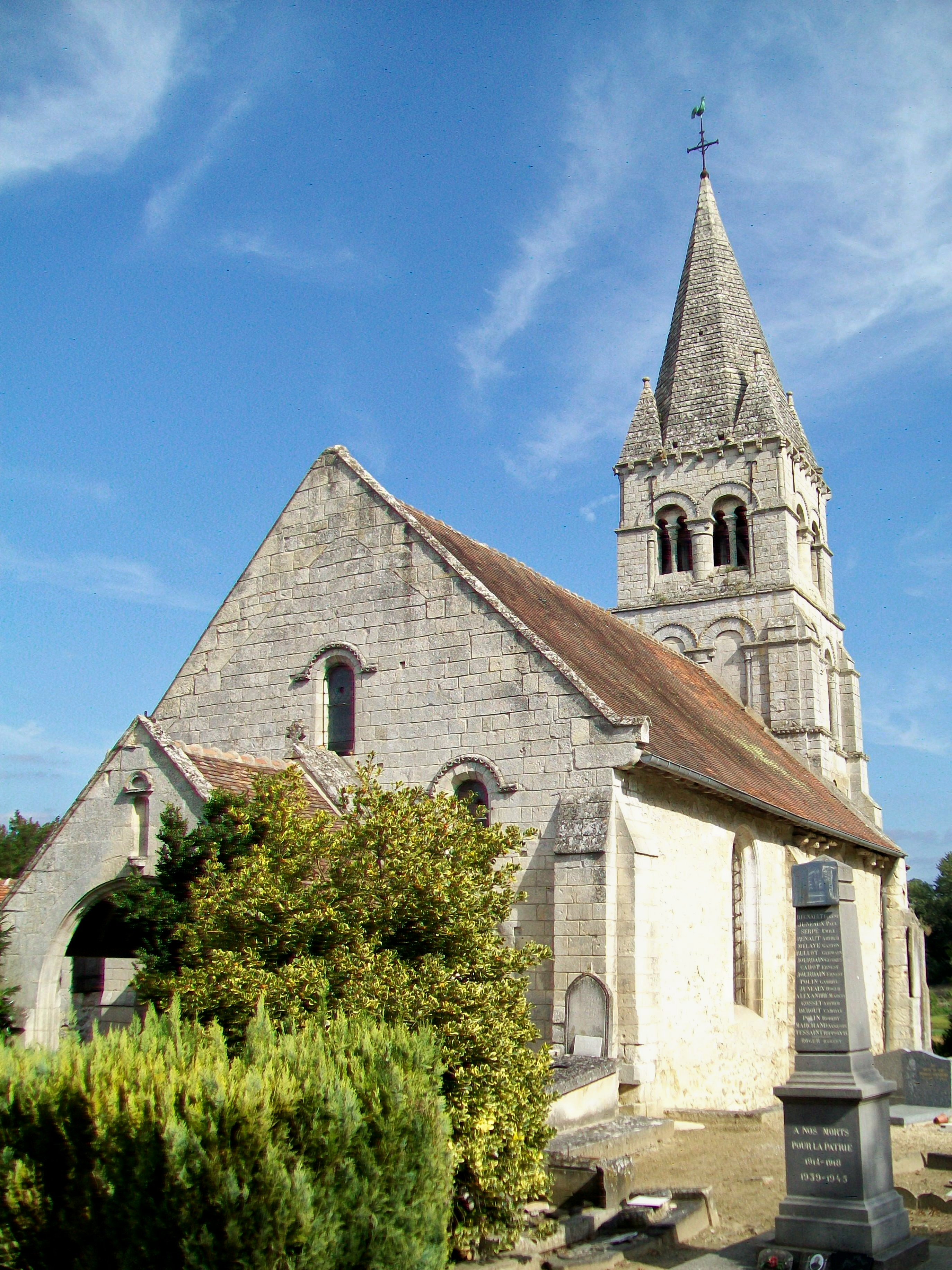
L'église romane Saint-Vaast, façade occidentale.
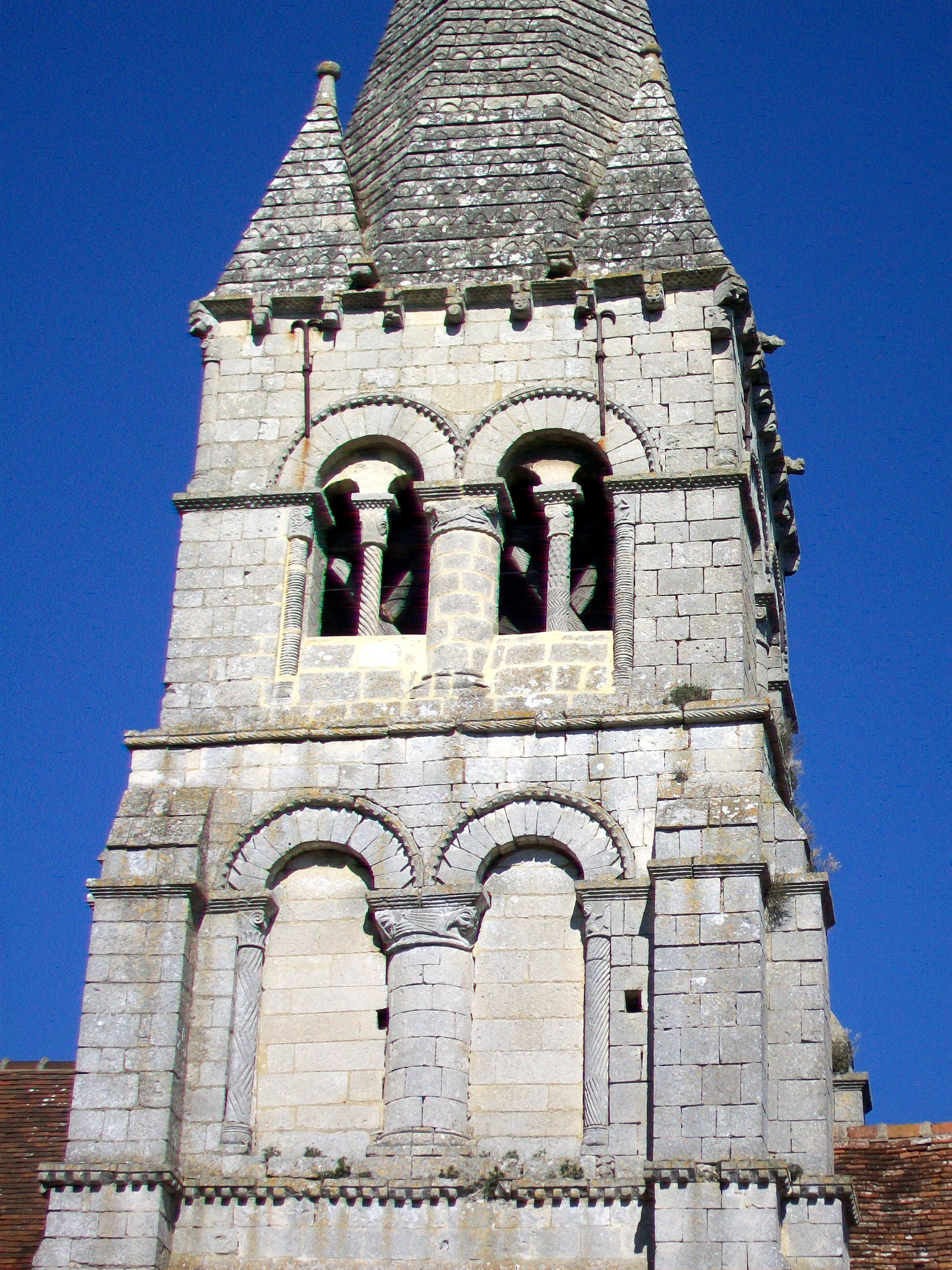
Les deux étages supérieurs du clocher, bâtis vers 1120.
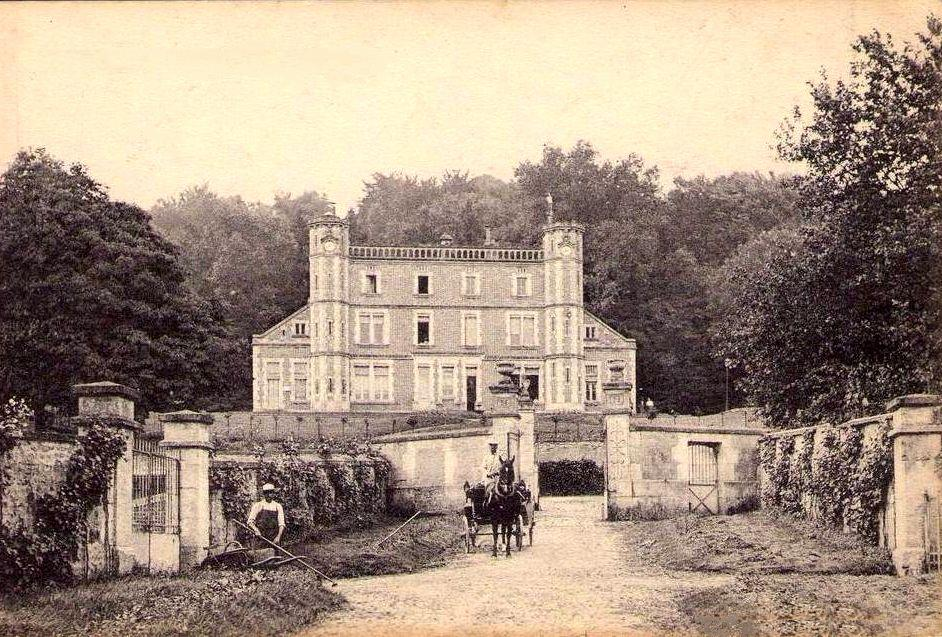
Le château de Cappy, façade nord, début du XXe siècle.
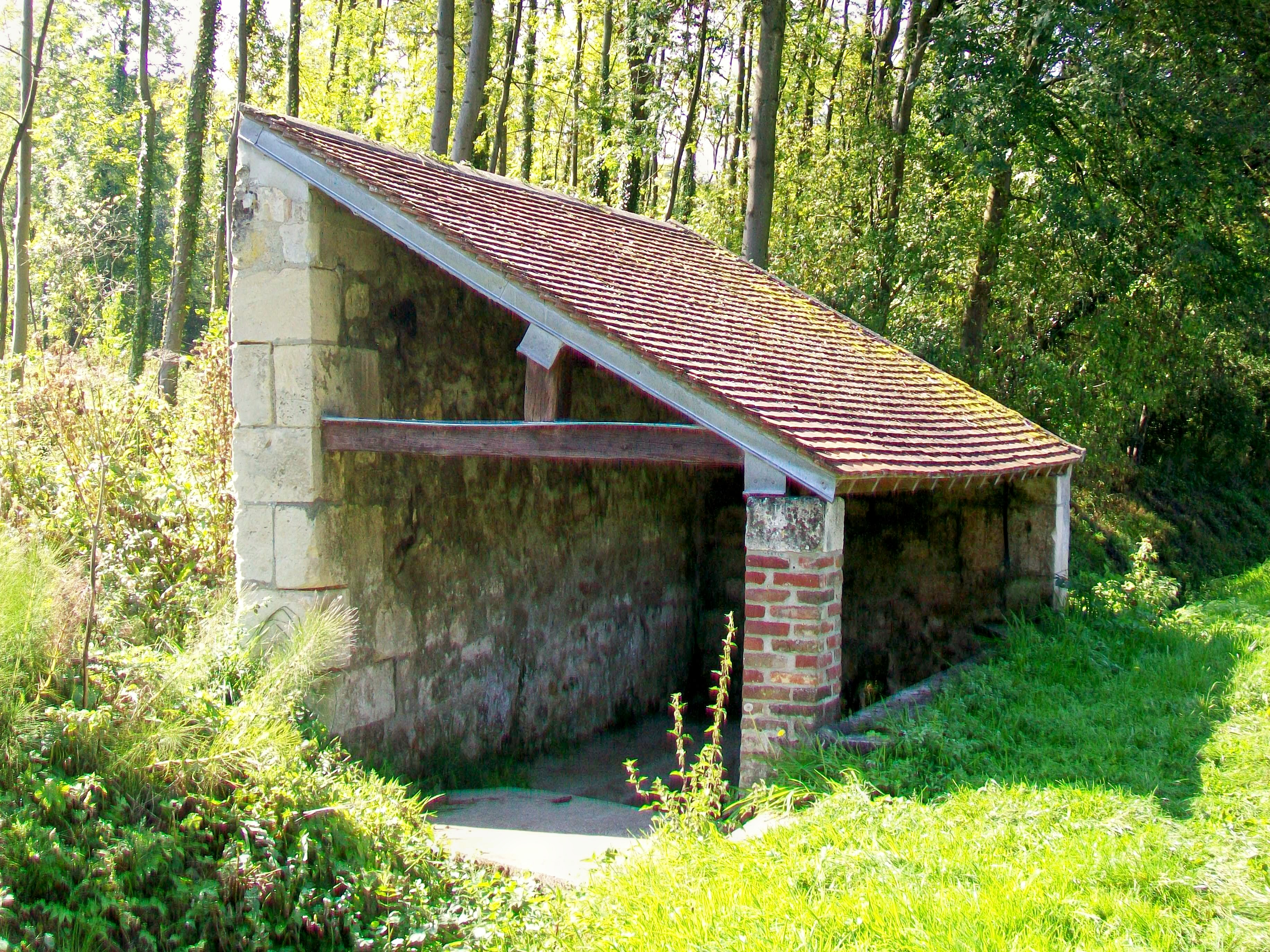
Le vieux lavoir, chemin du Clos Fay.
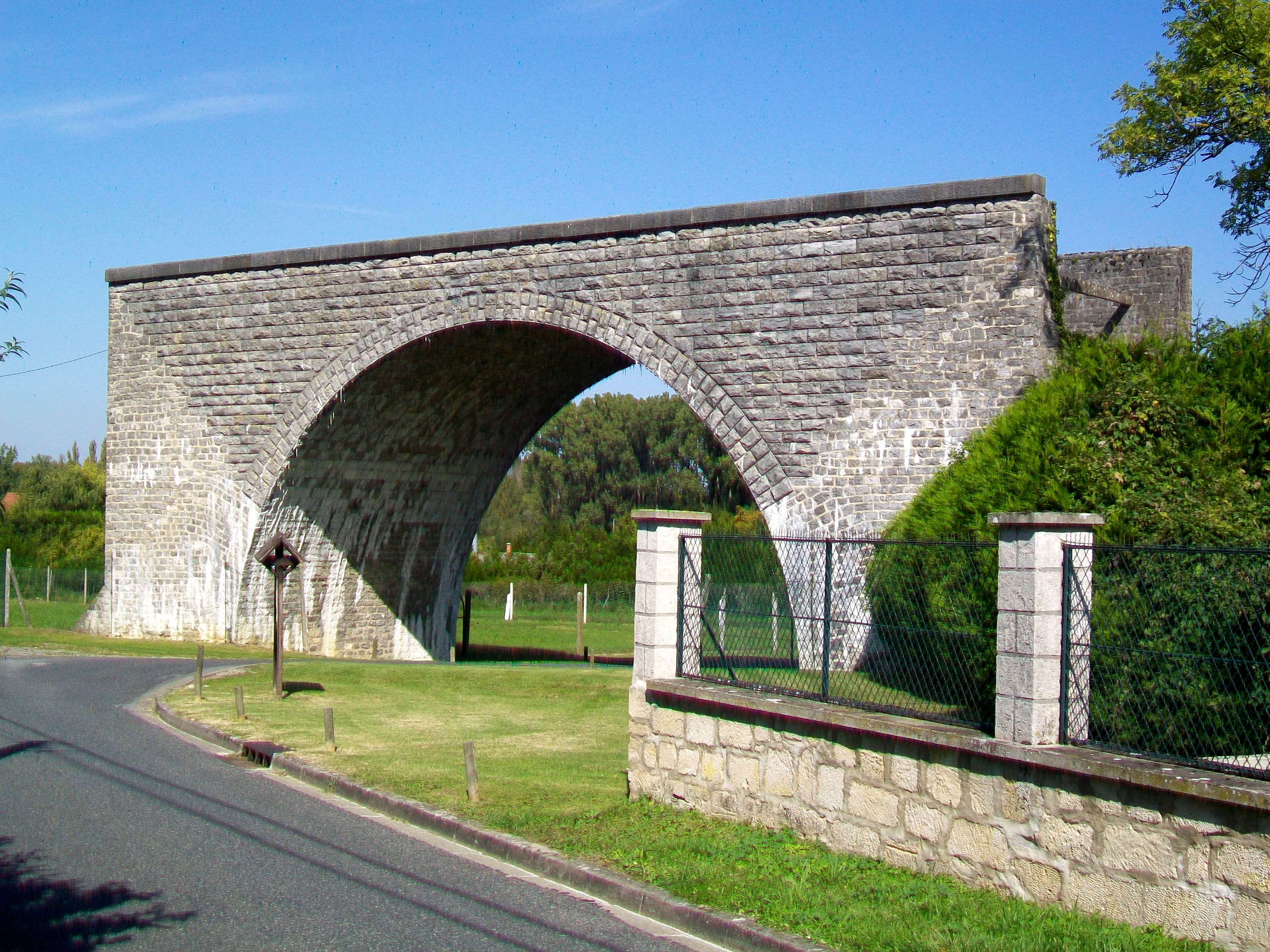
Pont de la ligne inachevée Aulnay-Rivecourt.

On peut également signaler :
- Château de Cappy, chemin de Cappy, près de la RD 932a : petit château néogothique en brique, bâti sur le versant nord du plateau du Valois, au milieu d'un bois.
- Lavoir couvert, chemin du Clos Fay : lavoir couvert très simple, établi sur un ruisseau, avec des murs en pierre au sud et à l'ouest, et un toit en appentis couvert de tuiles plates.
- Pont de la ligne de chemin de fer inachevée d'Aulnay à Rivecourt, au hameau de la Rue-Ruffin, rue Fin, près de la D 123 : passage supérieur construit en béton armé, avec appareillage en pierre de taille, situé au milieu d'une plaine, la voie ferrée devant passer sur un remblai pour être à l'abri des inondations et pour éviter les passages à niveau.

### Personnalités liées à la commune
- Jean Jousselin, pasteur protestant nommé en 1942 pasteur à la tête de la mission populaire évangélique dite la « Maison verte » à Paris XVIII, est chargé par les autorités de Vichy de créer des centres pour jeunes dans les parties de la zone occupée qui avaient été bombardées. Il utilise le château de Cappy, alors propriété du mouvement de scoutisme éclaireurs unionistes dont il était l'un des responsables, et des Éclaireurs de France, pour y mettre à l'abri, à la fin de l'année scolaire 1943, 85 enfants juifs, avec le soutien des habitants du village. Il a été reconnu Juste parmi les nations en 1980[38],[39].

### Héraldique
| Blason de Saint-Vaast-de-Longmont | Blason  | Écartelé : au 1er d'azur à la crosse contournée d'or, au 2e d'argent à l'ormelet [petit orme] arraché de gueules, au 3e d'argent à trois lions de gueules, au 4e d'azur à trois fleurs de lis d'or. |
| Blason de Saint-Vaast-de-Longmont | Détails | Le statut officiel du blason reste à déterminer. |